# Illa Diego d'Almagro

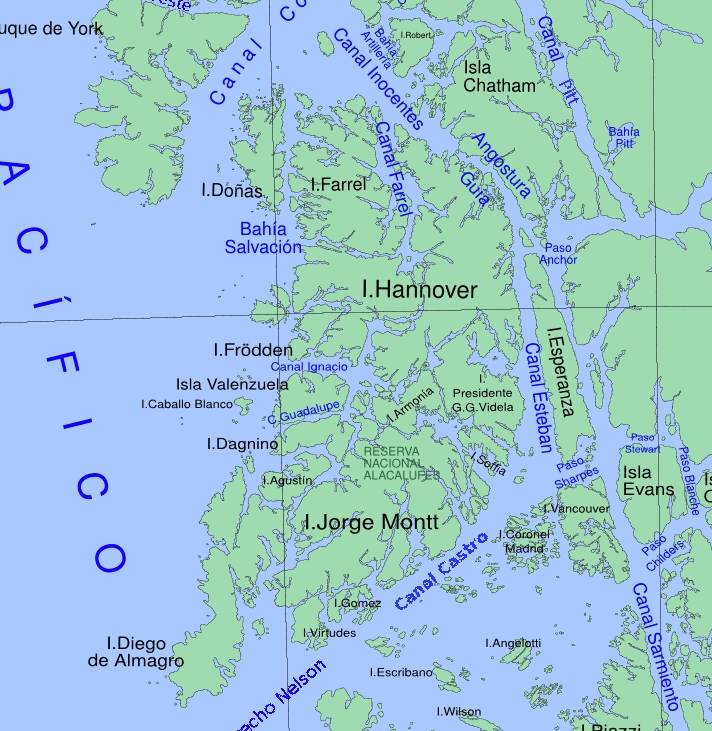
Illa Diego d'Almagro a l'estret de Magallanes

L'Illa Diego d'Almagro està situada a l'oceà Pacífic a la regió austral de Xile, al nord de l'estret de Magallanes. Forma part de l'arxipèlag de Hanover sent la tercera en superfície. Té importància perquè s'hi troba mineral de marbre. Al començament del segle XX se'n deia illa Cambridge, posteriorment s'hi va canviar el nom.
Administrativament pertany a la província Última Esperança de la XII Regió de Magallanes i l'Antàrtica Xilena.
Des de fa aproximadament 6000 anys les seves costes van ser habitades pel poble kawésqar. Al començament del segle XXI aquest poble havia estat pràcticament extingit per l'acció de l'home blanc.

## Història
A voltant del1520, amb el descobriment de l'estret de Magallanes, poques regions han estat tan explorades com la dels canals patagons. En les cartes antigues la regió de la Patagònia, entre els paral·lels 48° i 50° Sud, apareixia ocupada gairebé exclusivament per una gran illa denominada “Campana” separada del continent pel “canal de la nació Calén”, nació que es creu va existir fins al segle xviii entre els paral·lels 48° i 49° de latitud sud.
Des de mitjan segle XX aquests canals són recorreguts amb seguretat per grans naus de totes les nacions, gràcies als nombrosos reconeixements i treballs hidrogràfics efectuats en aquestes perilloses costes.
Per més de 6000 anys aquests canals i les seves costes han estat recorregudes pels kawésqar, indígenes, nómades canoers. Hi ha dues hipòtesis sobre la seva arribada als llocs de poblament. Una, que procedien del nord seguint la ruta dels canals chilotes i que van travessar cap al sud creuant l'istme d'Ofqui. L'altra és que procedien des del sud i que a través d'un procés de colonització i transformació de poblacions caçadores terrestres, procedents de la Patagònia Oriental, van poblar les illes de l'estret de Magallanes i van pujar pels canals patagons fins al golf de Penas. Al començament del segle XXI aquest poble havia estat pràcticament aniquilat per l'acció de l'home blanc.

## Aspecte de les costes
Són una successió de terres altes i barrancoses amb nombrosos cims i promontoris molt semblants entre si. Els seus caps i puntes acaben en forma abrupta. L'anterior, unit al silenci i solitud de l'entorn fan d'aquestes illes i canals una de les regions més belles del planeta.
Les costes són penya-segats i els seus canals, en general són nets i oberts, on hi ha esculls aquests estan invariablement marcats per sargassos. En la seva costa oriental es formen els següents ancoratges: Pelantaro, Avenir, Lázaro i Diego d'Almagro, es considera Avenir com el més recomanable. A la costa sud hi ha dos grans ancorades amb platges de sorra, abordables només amb bon temps.
Existeixen altures bastant notables que serveixen per a reconèixer l'entrada als diferents canals o badies. Aquestes estan clarament indicades a les respectives cartes i rumbs de la regió. En el seu extrem NW existeix un cim de 560 metres, unes quantes milles més al sud la muntanya Mery de 556 metres, gairebé al centre dels monts Trianglulo Norte i Trianglulo Sur de 675 i 670 metres respectivament, després la muntanya Lecky Look Out de 890 metres i en el seu extrem sud la muntanya Lucía de 510 metres. Totes aquestes muntanyes estan desproveïdes de vegetació.

## Geologia
Tot l'arxipèlag patagó data de l'època terciària; és producte de la mateixa causa geològica que va fer aparèixer primer la serralada de la Costa i després la dels Andes. En l'edat glacial, va prendre el seu aspecte actual sent la continuació cap al sud de la cordillera de la Costa.
És d'origen igni per la classe de roca que ho constitueix i pel seu relleu aspre i irregular, característic de les cadenes d'erupció. L'illa sembla estar conformada per diverses substàncies minerals, entre elles el marbre. Aquest mineral va començar a explotar-se el 1928, a port Pelantaro, explotació que va cessar al poc temps per no ser comercial.
En el passat es va produir un enfonsament del territori provocat per la trobada, enfront de la península de Taitao, de tres plaques tectòniques: la de Nazca i l'Antàrtica, que es mouen cap a l'est, i la Sud-americana, que es desplaça cap a l'oest. Això va produir un notori enfonsament de la vora de la placa Sud-americana. Els sòls van baixar el seu nivell, fragmentant-se i en els quals va penetrar la mar en les parts enfonsades sorgint gran quantitat d'illes. A més, la intensa activitat glacial va esculpir profundes valls, que després de l'enfonsament van originar els nombrosos fiords existents a les ribes dels canals.

## Clima
La regió és afectada contínuament per vents de l'oest i pel pas freqüent de sistemes frontals. Aquests sistemes frontals es generen en la latitud 60° S, zona a la qual conflueixen masses d'aire subtropical i masses d'aire polar creant un cinturó de baixes pressions que forma els sistemes frontals.
Aquesta àrea té un clima que es coneix com “temperat fred plujosos” que s'estén des de la part sud de la X Regió dels Lagos fins a l'estret de Magallanes. Aquí es registren les màximes quantitats de precipitacions, en illa Guarello s'han aconseguit fins a 9.000 mm anuals.
La nuvolositat atmosfèrica és alta, els dies assolellats són escassos. L'amplitud tèrmica és reduïda, l'oscil·lació anual és d'aproximadament 4 °C amb una temperatura mitjana de 9 °C. Precipita durant tot l'any sent més plujós cap a la tardor.
Existeixen només dues estacions: estiu i hivern. L'estiu comença al setembre i els vents comencen a bufar del NO al SO. Els dies comencen a ser més llargs i a l'octubre poden haver-hi alguns dies assolellats. En els mesos de desembre, gener i febrer els vents ja bufen gairebé exclusivament del SO amb gran intensitat.
Les pluges, en aquesta estació, són freqüents però no tan persistents com en l'hivern i es presenten sota la forma de fortes i copiosos ruixats. La millor època de l'any és la que va de febrer a abril. Al maig s'observen bravezas de mar que porten molta maror. Al maig cauen les primera nevazones les que continuen durant tot l'hivern. Les nevazones a vegades són tan espesses que la visibilitat es veu reduïda a no més de 100 metres. El vent ha rondat al NO. Els mesos de juny i juliol es consideren els pitjors de l'any. El mal temps és l'estat normal de la regió, el bon temps és un accident transitori

## Vents
En la majoria de les llacunes i canals les terres altes fan canviar la direcció del vent veritable. El vent tendeix a bufar al llarg dels canals, seguint la seva adreça i cap avall a les valls.
Als ports i ancoratges que es troben a sotavent de les terres altes, quan els ruixats que bufen per l'alt troben valls, baixen per elles en forma sobtada i violenta, a aquests ruixats se'ls coneix com “williwaws”.
El vent dominant en tota la zona segons el mes és: gener del NO – febrer del O – març i abril del O – maig bufa al S – juny canvia al SO – juliol i agost entre el O al SO – setembre de l'E i del N – octubre del O – novembre del O al NO i al desembre del ONO.

## Producció

### Producció forestal
En els vessants i buits dels turons creix un bosc espès que s'afirma en els intervals de les roques, els arbres s'entrellacen els uns amb els altres. Normalment no es desenvolupen sobre els 50 metres sobre el nivell de la mar, però on està resguardat del vent dominant puja fins als 200 i 300 metres sobre aquest nivell. Sobre la roca nua s'observa una formació esponjosa sobre la qual creixen líquens i molses des dels quals sorgeix l'aigua a la menor pressió que s'exerceixi sobre la seva superfície. Alguns arbres són el faig, el tepú i el canelo.

### Producció minera
Només s'han trobat minerals de pedra calcària a l'illa Guarello el que és extret i embarcat per la Companyia d'Acer del Pacífic i de marbre a l'illa Diego d'Almagro.

### Producció ramadera
A l'Última Esperanza per la bona qualitat de les seves pastures és l'única part d'aquesta regió on s'ha desenvolupat amb excel·lent resultat la criança de bestiar oví, la qual cosa ha originat indústries de carns congelades i exportació de llanes.

## Fauna
El regne animal és molt reduït, es poden trobar la guineu i alguns rosegadors. Entre els ocells terrestres i aquàtics podem trobarl'alció, el curaeus, el tord, el pingüí de magallanes, l'oca capgrisa, la gavià de Lichtenstein i el ànec vapor de Magallanes. Entre els peixos es troben el roballo, el pejerrey, el malacàndids i la vieja. Entre els mariscos hi ha centollas, cranc blau, eriçons i mitilids.

## Ubicació
Forma part de l'arxipèlag de Hanover sent la tercera en dimensió del conjunt. Es troba en 51° 25′ S, 75° 08′ O / 51.417°S,75.133°O 51° 25′ S, 75° 08′ O / 51.417°S,75.133°O / -51.417, -75.133

## Geografia
Aquesta gran illa orientada en direcció general N-S té 24 milles en aquest sentit i 8 milles en el seu ample major. Els seus límits són:
- al nord: per l'oceà Pacífic
- a l'est per les aigües del canal Sant Blas
- al sud per l'estret Nelson i
- a l'oest per l'oceà Pacífic.